# Jasik
Jasik es un área rural del municipio de Čaglin, en el condado de Požega-Eslavonia, Eslovaquia. Según el censo de 2021, está despoblado.

## Demografía
| Gráfica de población de Jasik 1857-2011                            |
|                                                                    |
| Según los censos de población de la Oficina de Estadísticas Croata |